# Venganoor
Venganoor es una ciudad censal situada en el distrito de Thiruvananthapuram en el estado de Kerala (India). Su población es de 35963 habitantes (2011). Se encuentra a 14 km de Thiruvananthapuram y a 82 km de Kollam.

## Demografía
Según el censo de 2011 la población de Venganoor era de 35963 habitantes, de los cuales 17728 eran hombres y 18235 eran mujeres. Venganoor tiene una tasa media de alfabetización del 93,92%, superior a la media estatal del 94%: la alfabetización masculina es del 95,62%, y la alfabetización femenina del 92,28%.